# Apurimac (película)
 Apurimac o  Apurimac – El dios que habla es una película documental de Argentina filmada en colores dirigida por Miguel Mato sobre su propio guion escrito en colaboración con Eduardo Spagnuolo que se estrenó el 21 de noviembre de 2019.

## Sinopsis
Documental sobre  cuatro comunidades quechuas que viven a casi cuatro mil metros de altura, en el distrito de Quehue, departamento del Cuzco, Perú y que todos los años destruyen el Q'eswachaka, el “puente de cuerda” suspendido sobre un desfiladero, a unos diez metros de la superficie del Río Apurimac, y seguidamente lo reconstruyen siguiendo una tradición de más de quinientos años de antigüedad.

## Críticas
Página 12 escribió:

” A pesar de la autodescripción como una “experiencia sensorial”, la película…está más cerca de la inmersión antropológica…El culto a la Pachamama, las ofrendas a la Madre Tierra –con sus hojas de coca y semillas celosamente dispuestas sobre el suelo– y los rituales nocturnos a la luz de la luna, no han variado demasiado con el correr de los siglos… aunque nadie ni nada lo explicite abiertamente: los hilos tejidos por las mujeres de las cuatro comunidades poco pueden hacer de manera individual, pero trenzados en cuerdas cada vez más gruesas son capaces de soportar el peso de una docena de seres humanos. El símbolo es fuerte. El puente también, literalmente."

Alejandro Lingenti escribió en La Nación:

” …buen documental filmado en un escenario imponente, a 4000 metros de altura, y orientado a revelar la importancia, y la persistencia de un proyecto colectivo de raíz ancestral. El cuidado trabajo de fotografía y la acertada utilización de una banda sonora funcional y sugerente pero en absoluto intrusiva son dos de las fortalezas de un film original y de claro corte antropológico.